# Saint-Maulvis
Saint-Maulvis és un municipi francès situat al departament del Somme i a la regió dels Alts de França. L'any 2007 tenia 251 habitants.

## Demografia

### Població

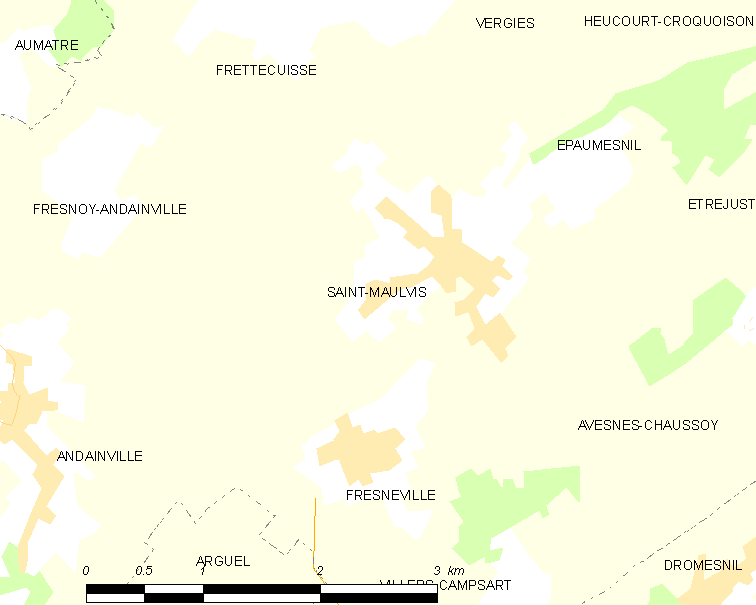

El 2007 la població de fet de Saint-Maulvis era de 251 persones. Hi havia 94 famílies de les quals 20 eren unipersonals (8 homes vivint sols i 12 dones vivint soles), 29 parelles sense fills, 41 parelles amb fills i 4 famílies monoparentals amb fills.
La població ha evolucionat segons el següent gràfic:
Habitants censats

### Habitatges

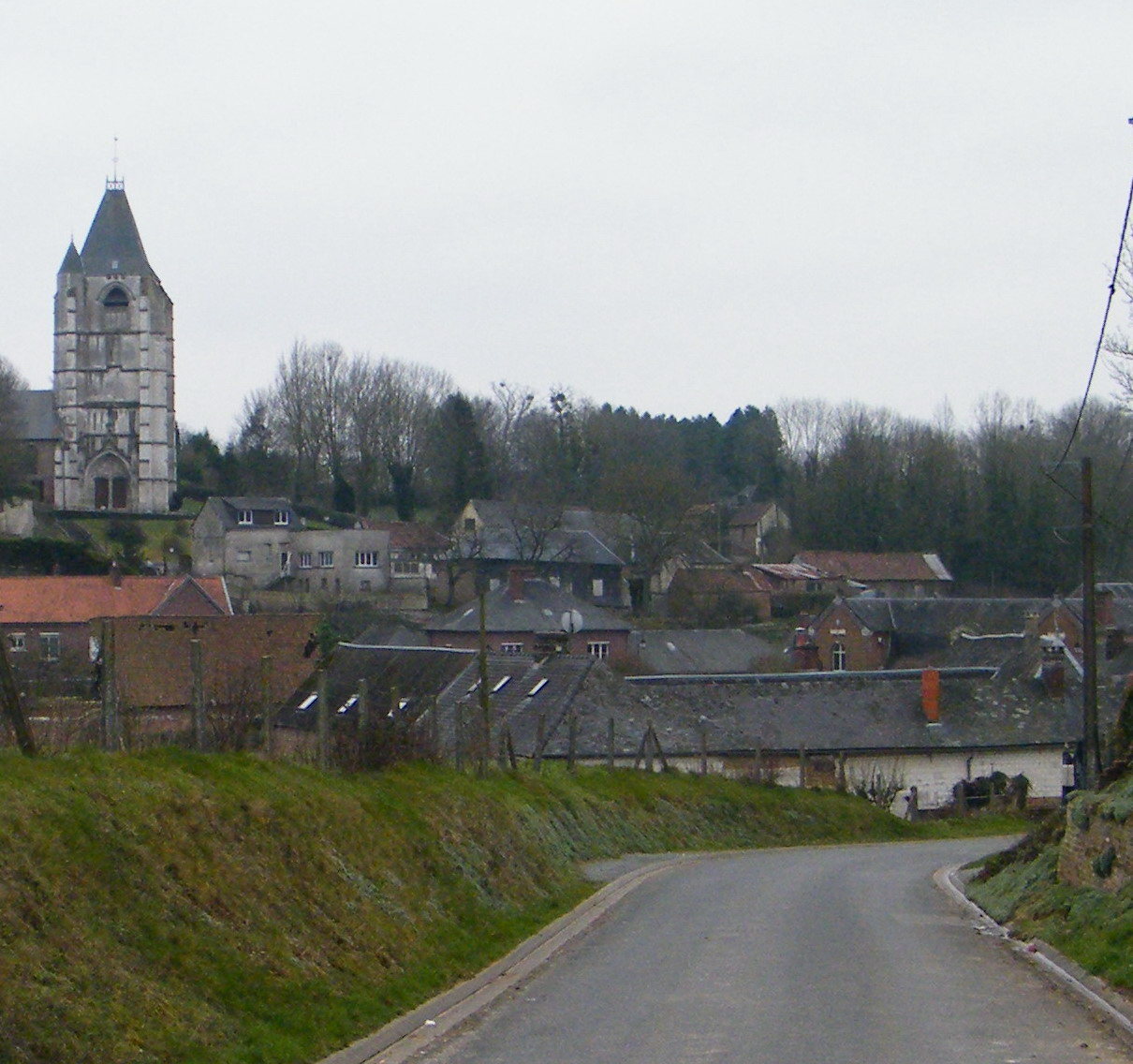

El 2007 hi havia 126 habitatges, 95 eren l'habitatge principal de la família, 20 eren segones residències i 11 estaven desocupats. Tots els 126 habitatges eren cases. Dels 95 habitatges principals, 70 estaven ocupats pels seus propietaris, 19 estaven llogats i ocupats pels llogaters i 5 estaven cedits a títol gratuït; 1 tenia una cambra, 1 en tenia dues, 22 en tenien tres, 23 en tenien quatre i 47 en tenien cinc o més. 38 habitatges disposaven pel capbaix d'una plaça de pàrquing. A 49 habitatges hi havia un automòbil i a 34 n'hi havia dos o més.

### Piràmide de població
La piràmide de població per edats i sexe el 2009 era:
| Homes | Edats   | Dones |
| ----- | ------- | ----- |
| 0     | 95 o +  | 1     |
| 0     | 90 a 94 | 2     |
| 0     | 85 a 89 | 4     |
| 1     | 80 a 84 | 6     |
| 5     | 75 a 79 | 7     |
| 7     | 70 a 74 | 6     |
| 8     | 65 a 69 | 6     |
| 8     | 60 a 64 | 7     |
| 7     | 55 a 59 | 7     |
| 5     | 50 a 54 | 6     |
| 7     | 45 a 49 | 5     |
| 10    | 40 a 44 | 3     |
| 8     | 35 a 39 | 7     |
| 9     | 30 a 34 | 10    |
| 9     | 25 a 29 | 8     |
| 4     | 20 a 24 | 3     |
| 7     | 15 a 19 | 6     |
| 6     | 10 a 14 | 5     |
| 8     | 5 a 9   | 4     |
| 12    | 0 a 4   | 3     |

## Economia

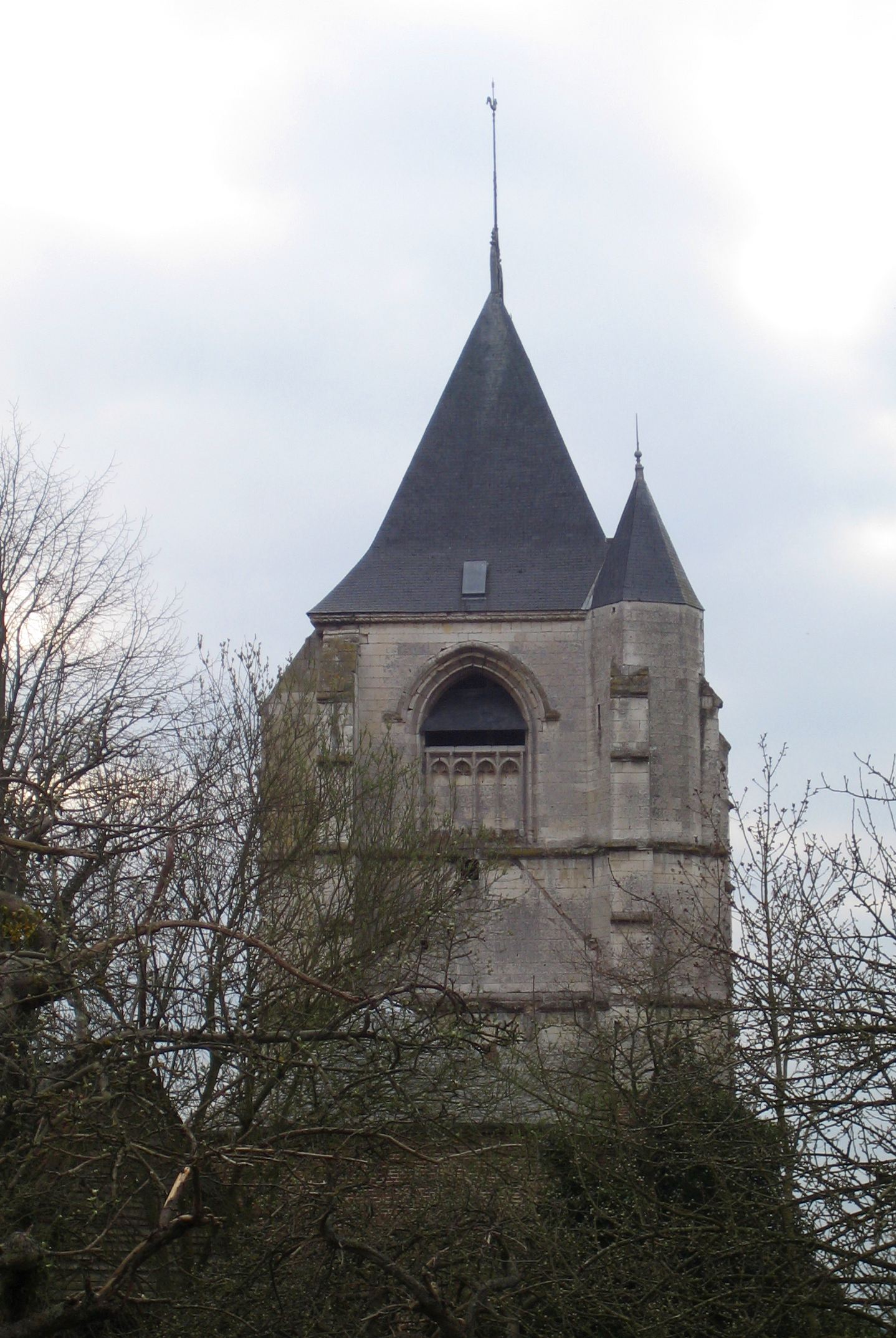

El 2007 la població en edat de treballar era de 146 persones, 101 eren actives i 45 eren inactives. De les 101 persones actives 81 estaven ocupades (53 homes i 28 dones) i 20 estaven aturades (7 homes i 13 dones). De les 45 persones inactives 14 estaven jubilades, 17 estaven estudiant i 14 estaven classificades com a «altres inactius».

### Ingressos
El 2009 a Saint-Maulvis hi havia 104 unitats fiscals que integraven 256 persones, la mediana anual d'ingressos fiscals per persona era de 15.595,5 €.

### Activitats econòmiques

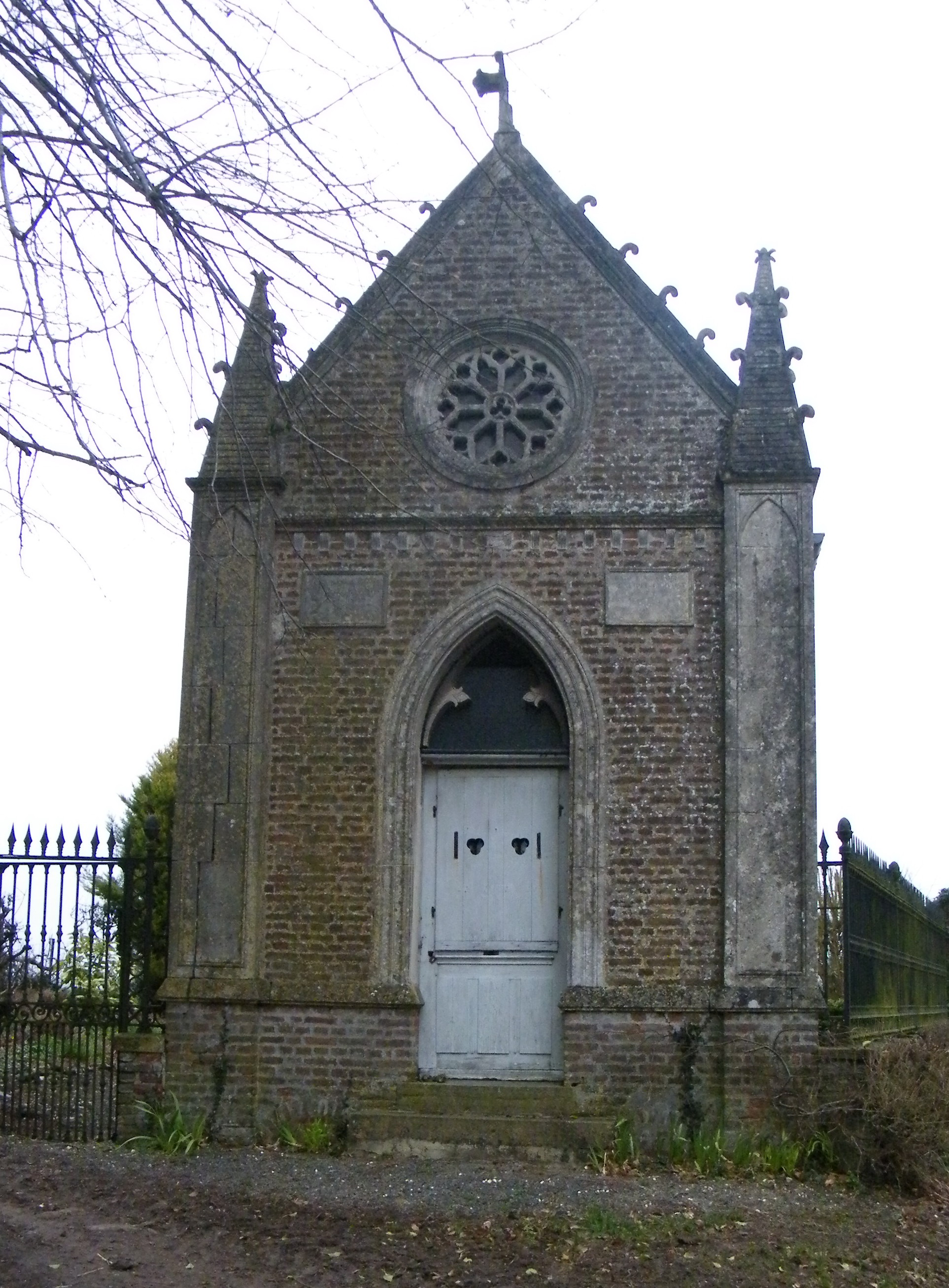

Dels 6 establiments que hi havia el 2007, 1 era d'una empresa de construcció, 2 d'empreses de comerç i reparació d'automòbils, 1 d'una empresa de transport, 1 d'una empresa d'hostatgeria i restauració i 1 d'una empresa financera.
Dels 3 establiments de servei als particulars que hi havia el 2009, 1 era un taller de reparació d'automòbils i de material agrícola, 1 paleta i 1 electricista.
L'any 2000 a Saint-Maulvis hi havia 12 explotacions agrícoles que ocupaven un total de 500 hectàrees.

## Equipaments sanitaris i escolars

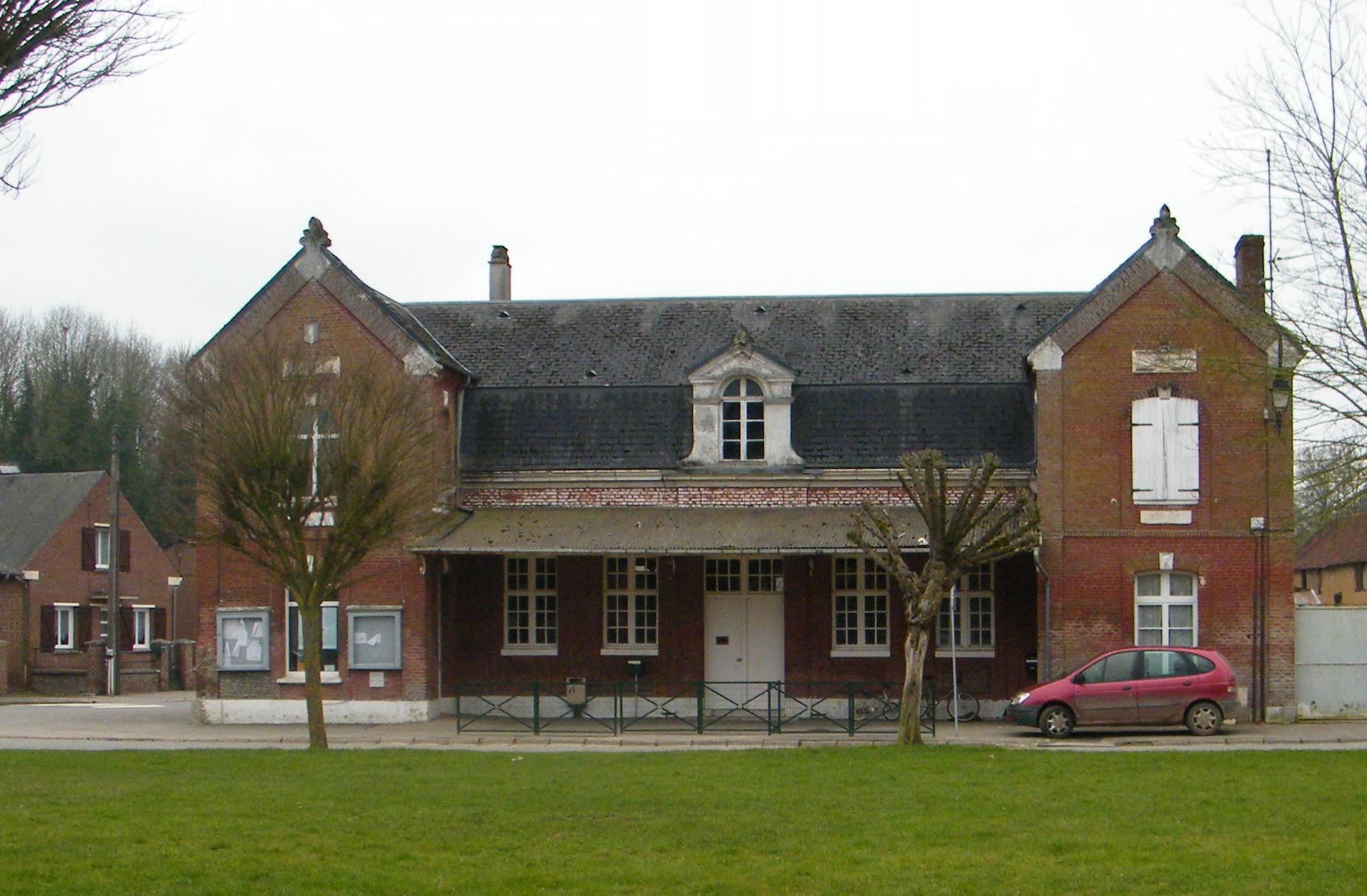

El 2009 hi havia una escola elemental integrada dins d'un grup escolar amb les comunes properes formant una escola dispersa.

## Poblacions més properes
El següent diagrama mostra les poblacions més properes.